# روث كليفورد
روث كليفورد (بالإنجليزية: Ruth Clifford)‏ (17 فبراير 1900 - 30 نوفمبر 1998) ممثلة أمريكية اشتهرت بالأدوار القيادية في الأفلام الصامتة في عصر السينما الصامتة.

## روابط خارجية
- روث كليفورد على موقع فايند أغريف
- روث كليفورد على موقع IMDb (الإنجليزية)
- روث كليفورد على موقع ميوزك برينز (الإنجليزية)
- روث كليفورد على موقع أول موفي (الإنجليزية)
- روث كليفورد على موقع قاعدة بيانات الأفلام السويدية (السويدية)
- روث كليفورد على موقع قاعدة بيانات الفيلم (الإنجليزية)